# Žeimiai
Žeimiai is een plaats in de gemeente Jonava in het Litouwse district Kaunas. De plaats telt 962 inwoners (2001).